# Alain Caillé (sociologue)
Pour les articles homonymes, voir Alain Caillé et Caillé (homonymie).
Alain Caillé est un sociologue français né le 2 juin 1944 à Paris. Il a participé à la redécouverte de Marcel Mauss dont les analyses avaient parfois été délaissées au profit de celles d'Émile Durkheim. Dans ce sillage il développe ce qu'il appelle le paradigme du don sur lequel il espère faire reposer une science sociale généraliste (philosophie morale et politique incluse).
Il est professeur émérite de sociologie à l'université Paris Ouest Nanterre La Défense. Il y dirigeait la spécialité du master Science Sociale et Sociologie : Société, Économie et Politique. Membre du directoire de l'école doctorale Économie, Organisations et Société, il a été également codirecteur et cofondateur du SOPHIAPOL (ex-GEODE), Laboratoire de sociologie, philosophie et anthropologie politiques de cette université.
Il dirige la Revue du MAUSS (Mouvement anti-utilitariste en science sociale) depuis sa fondation. Cette revue pluridisciplinaire et internationale est diffusée dans de nombreux pays. Elle se double d'une revue en ligne, la Revue du Mauss permanente, en accès libre, très lue, notamment par les étudiants. Parallèlement, il codirige la collection Bibliothèque du Mauss qui a publié une cinquantaine de titres à La Découverte, et une vingtaine aux Éditions Le Bord de l'Eau.

## Biographie
Jeune étudiant en sociologie et en économie, il suit les cours, notamment, de Raymond Aron et prépare une thèse, sur  "la planification comme idéologie de la bureaucratie", sous sa direction. À l'âge de 23 ans, il devient l'assistant en sociologie de Claude Lefort à l'Université de Caen. En parallèle, il rédige une autre thèse, dans le domaine économique : Essai sur l'idéologie de la rationalité économique et le concept de capitalisme. Après cette thèse de doctorat ès sciences économiques, il soutiendra un doctorat d'État ès Lettres (sociologie) et sera professeur et directeur du département de sociologie à l'université de Caen.
Il co-fonde le MAUSS (Mouvement Anti-utilitariste dans les sciences sociales) en 1981, et dirige la Revue du MAUSS, publiée aux Éditions La Découverte.
Il devient professeur de sociologie à l'université Paris Ouest Nanterre La Défense en 1994. Il y dirige la spécialité  Société, Économie, Politique et Travail  (SEPT) du Master Science sociale et sociologie (École doctorale « Économie, Organisations et Société », dont il est, par ailleurs, membre du directoire) et anime le GÉODE (Groupe d'Étude et d'Observation de la Démocratie), laboratoire de sociologie politique qui fusionne avec le laboratoire de philosophie politique contemporaine de Paris X-Nanterre pour constituer le SOPHIAPOL (Sociologie, philosophie anthropologie politiques).

## Anti-utilitarisme et MAUSS
Alain Caillé s'impose au cours des années 1980 et 1990 comme l'un des chefs de file d'une critique radicale de l'économie contemporaine et de l'utilitarisme dans les sciences sociales. Son manifeste Critique de la raison utilitaire constitue ainsi un tournant dans les sciences humaines et sociales : il appelle à la mise en place d'une alternative au paradigme utilitariste qui domine selon lui ces sciences depuis plusieurs siècles. Il est un des fondateurs du  MAUSS (Mouvement Anti-utilitariste dans les sciences sociales) en 1981.
La critique faite par Alain Caillé du paradigme utilitariste s'étend à tous les savoirs - de la psychologie freudienne (fondée sur le principe du plaisir), à la micro-économie, en passant par la philosophie (cf. "Histoire raisonnée de la philosophie morale et politique ; le bonheur et l'utile" sous la direction de A. Caillé, Ch. Lazerri et M. Senellart, Paris, La Découverte, 2011 -  (ISBN 978-2-7071-3421-9)), la sociologie, l'anthropologie, etc. Sa démarche critique se veut donc pluridisciplinaire. Elle doit aller au-delà des clivages idéologiques. On ne peut donc la confondre avec celle d'un économiste ou d'un sociologue d'obédience marxiste, puisqu'il rejette les présupposés utilitaristes de l'économie politique marxiste. Dans les faits, ses travaux mêlent des analyses sociologiques, historiques, anthropologiques, philosophiques et économiques.
Loin de nier que l'intérêt soit un motif puissant de l'action, il critique surtout la position qui consiste à en faire une explication ultime de tous les phénomènes sociaux. D'ailleurs, le paradigme du don (inspiré de l’Essai sur le don de Marcel Mauss) qu'il propose avec d'autres, accorde toute sa place à l'échange intéressé.
Il produit également des études anthropologiques et sociologiques sur l'économie vue sous l'angle du don. Il participe à la redécouverte de Marcel Mauss dont les analyses ont parfois été délaissées au profit de celles d'Émile Durkheim.

## Décroissance
Face aux théoriciens de la décroissance, tels que Serge Latouche, Alain Caillé préfère parler de a-croissance. Il est convaincu de la possibilité et de la nécessité d'un monde sans croissance.
Pour résorber nos haines, on aurait projeté nos espoirs sur la croissance. Or depuis les Trente Glorieuses il n'y a plus de croissance. Il devient donc nécessaire selon lui d'établir un monde post croissance.
L'ensemble des petits mouvements humaniste, altermondialistes et anti-productiviste à travers le monde aurait tout intérêt à s'unifier, afin de proposer une alternative crédible et réaliste au néolibéralisme et au marxisme.

## Convivialisme
voir aussi : La notion de convivialité chez Ivan Illich.
En juin 2013, Alain Caillé est à l’origine du Manifeste convivialiste,, texte signé par une soixantaine de personnalités du monde entier. Le convivialisme, dont le nom est inspiré des travaux d’Ivan Illich, est une philosophie politique visant à regrouper les initiatives allant dans le sens d’une alternative à l’organisation néo-libérale actuelle du monde en explicitant leur dénominateur commun, à savoir la recherche d’un art de vivre ensemble ou convivialisme, convivialisme opposé  à la démesure, par exemple tant des revenus indécents parce que trop élevés que ridiculement bas. Le sociologue explique avoir pour objectif de mobiliser la « quasi-totalité de la population, les 99 % en quelque sorte ». Il est l'animateur du mouvement des convivialistes (http://convivialisme.org/) et du Club des convivialistes.
Une critique de ce premier manifeste est présente chez Pierre Bitoun : Le Sacrifice des paysans : une catastrophe sociale et anthropologique (2016, p. 141–143)).
Début 2020, sort une seconde version de ce manifeste, s'appuyant sur collectif plus large, sous-titré "pour un monde post-néolibéral". Les auteurs qui s'intitulent "Internationale convivialiste" évoquent quatre principes idéologiques de la modernité que reprend le convivialisme : "commune humanité", "commune socialité", "légitime individuation" et "opposition créatrice".  Ils y ajoutent le "principe de commune naturalité" et un impératif de "maîtrise de l'hubris", i.e. de la démesure, responsable à leurs yeux de la hausse des inégalités et de la crise écologique.
Le collectif qui appuie ce manifeste rassemble notamment Thomas Coutrot Jean-Philippe Acensi, Geneviève Azam, Belinda Cannone, Barbara Cassin, Noam Chomsky, Denis Clerc, Mireille Delmas-Marty, François Dubet, Dany-Robert Dufour, Jean-Pierre Dupuy, Jean-Baptiste de Foucauld, Stéphane de Freitas, Susan George, David Graeber, André Grimaldi, Roland Gori, Bruno Latour, Eva Illouz, Dominique Méda, Jean-Claude Michéa, Edgar Morin, Chantal Mouffe, Corine Pelluchon, Marshall Sahlins, Patrick Viveret et Jean Ziegler,.
Dans un article de Marianne, Caillé synthétise l'idée principale du convivialisme comme étant une « philosophie de l’art de vivre ensemble en s’opposant sans se massacrer. » Daniel Bougnoux qui n'a pas participé à l'ouvrage, considère que celui-ci invite avant tout à une "transmutation des valeurs" qui n'est pas gagnée d'avance, la première des valeurs à transmuter étant pour lui l’avidité, le postulat que « greed is good » et que, ruissellement oblige, la "cupidité des uns fera le bonheur de tous"
Colin Crouch lance vers 2004 le concept de post-démocratie : Caillé préfère considérer le phénomène ou le processus comme "parcellitarisme" ou "totalitarisme à l'envers". Le convivialisme serait une proposition de résolution.
Le convivialisme peine à trouver un écho au-delà d'un cercle d'intellectuels relativement restreint, comme le reconnaît A. Caillé lui-même ("Nous n’irons pas très loin, en effet, si nous restons entre intellectuels", in Libération, 21 mai 2020), surtout au regard de l'ambition affichée : tourner la page du capitalisme financier. Autrement dit, il peine à trouver sa base sociale qu'il ne peut pas chercher dans la classe moyenne perçue comme le sujet historique porteur de l'utilitarisme vulgaire ou économiste que le convivialisme vise précisément à combattre (cf. infra).

## Polémique: l'infibulation non, l'excision oui
En 1989, Caillé est critiqué pour son appel contre la criminalisation de l'excision, paru dans le numéro 3 de la Revue du MAUSS trimestrielle (1er trimestre 1989). Il explique préférer l'éducation des mères africaines à leur envoi en prison qui aurait représenté, selon lui, une double peine pour les fillettes excisées. Par ailleurs, dans le numéro 1 de la Revue du MAUSS du troisième trimestre 1988, il associe l'excision à un « certain choix démocratique » des sociétés qui la pratiquent. Il écrit ainsi qu'il « serait envisageable de condamner l'infibulation sans pour autant rejeter l'excision du côté de l'horreur  absolue puisque la seconde apparaîtrait comme le corrélat d'un certain choix démocratique là où la première irait de pair avec une diminution des potentialités d'autodétermination démocratique » (p. 151-152). C'est d'ailleurs au nom de la démocratie que se fonde l'appel contre la criminalisation de l'excision, dans lequel on peut lire : « Exiger la condamnation pénale d'une coutume qui ne menace pas l'ordre républicain et dont rien ne s'oppose à ce que, comme la circoncision par exemple, elle ressortisse à la sphère des choix privés, reviendrait à faire preuve d'une intolérance qui ne peut qu'engendrer plus de drames humains qu'elle ne prétend en éviter, et qui manifesterait une conception singulièrement étriquée de la démocratie » (p. 163). Pour rappel,  cette mutilation génitale est une  "violation des droits humains fondamentaux" (résolution du parlement européen sur les mutilation génitales féminines (A5-0285-2001). Sa justification est d'autant plus problématique qu'elle s'adosse à une conception substantive (non procédurale) de la démocratie qui entend donc porter certaines valeurs  - "il convient de reconnaître l'existence de valeurs ultimes qui ne sont pas  fondables en raison, écrit A. Caillé dans la Démission des clercs,  ne serait-ce que parce que la démocratie supporte des dosages différents d'égalité, de liberté et de communauté" (1993, p. 220). 
Appel contre la criminalisation de l'excision
"En tant que scientifiques, anthropologues, sociologues, philosophes ou psychanalystes, il nous semble de notre devoir d'attirer l'attention sur les dangers que ferait courir à l'esprit d'humanité et de démocratie toute tentative de faire passer les pratiques d'excision pour intrinsèquement criminelles. Il est clair qu'elles semblent surprenantes voire choquantes et inacceptables aux femmes et aux hommes des sociétés occidentales modernes. Il est donc compréhensible que les médecins, en conformité avec leur éthique, s'insurgent contre elle. Cela ne doit pas faire oublier que, depuis des temps immémoriaux nombre de sociétés ont considéré qu'elles étaient indispensables à l'affirmation de l'humanité des femmes. Nous ne saurions leur donner raison. Mais nous ne pouvons pas non plus les condamner à priori puisque personne n'est actuellement en mesure d'apporter la preuve que ces pratiques procéderaient de motivations sadiques, ni qu’elles témoigneraient d'un désir d'asservissement du sexe féminin. Dès lors, exiger la condamnation pénale d'une coutume qui ne menace pas l'ordre républicain et dont rien ne s'oppose à ce que, comme les circoncisions par exemple, elle ressortisse à la sphère des choix privés, reviendrait à faire preuve d'une intolérance qui ne peut qu’engendrer plus de drames humains qu'elle ne prétend en éviter, et qui manifesterait une conception singulièrement étriquée de la démocratie." (Revue du MAUSS n°3, Premier trimestre nouvelle série, La découverte, 1989) 

## Critique de l'utilitarisme vulgaire de la classe moyenne
Si pour Marx, comme le souligne Claude Lefort, la classe prolétarienne est le sujet historique porteur d’un projet d’émancipation sociale, pour Alain Caillé, la classe moyenne est le sujet historique porteur d’un projet de soumission sociale au règne de la raison utilitaire qu’il critique. « L’avènement de l’utilitarisme, écrit-il, se produit à l’intersection de quatre événements : La Réforme, l’apparition de la science moderne, la naissance du marché généralisé, le triomphe de la classe moyenne » (Critique de la raison utilitaire, La Découverte, 2003 (1989, p. 63). « L’utilitarisme sera bien, au sens marxiste du terme écrit-il, l’idéologie » de ceux qui « ne sont presque rien » (Ibid, p. 62)., idéologie « passablement virulente (…) contre les improductifs (…), les pauvres, les exclus, les marginaux » (Ibid, p. 62).
Reste à savoir de quel utilitarisme il s'agit. Dans la Démission des clercs (1993), il distingue les utilitarismes pratique, théorique et normatif, chacun "se présentant au moins selon deux modalités, voire trois, possibles, celles  de l'utilitarisme sophistiqué (ou distingué), vulgaire et économiste. (...) L'utilitariste vulgaire est celui qui ne poursuit que des intérêts égoïstes. L'utilitariste économiciste  est celui qui poursuit la satisfaction d'intérêts égoïstes matériels" (p. 118). C'est de cet utilitarisme vulgaire, ou économiciste, dont semble être porteuse la classe moyenne à ses yeux. 

## Publications
- Splendeurs et misères des sciences sociales : esquisses d'une mythologie, Paris, Droz, 1986  (ISBN 978-2600041164).
- Critique de la raison utilitaire, Paris, La Découverte, 1989  (ISBN 978-2707139962).
- La Démission des clercs : la crise des sciences sociales et l’oubli du politique, Paris, La Découverte, coll. « Armillaire », 1993, 296 p. (ISBN 2-7071-2272-6)
- Don, intérêt et désintéressement, Paris, La Découverte, 1994  (ISBN 978-2707144966).
- Anthropologie du don, Paris, Le tiers paradigme. Paris, Desclée de Brouwer, 2000, 277 p.  (ISBN 978-2220048185).
- Histoire raisonnée de la philosophie morale et politique; le bonheur et l'utile (sous la dir. de A. Caillé, Ch. Lazerri et M. Senellart), Paris, La Découverte, 2001  (ISBN 978-2-7071-3421-9).
- Critique de la raison utilitaire, Paris, La Découverte, 2003  (ISBN 978-2707139962).
- Don, intérêt et désintéressement : Bourdieu, Mauss, Platon et quelques autres, édition revue et augmentée, Paris, La Découverte, 2005,  (ISBN 978-2707144966).
- Dé-penser l'économique - Contre le fatalisme, Paris, La Découverte, 2005, (Bibliothèque du M.A.U.S.S.) (ISBN 978-2707145185).
- Quelle démocratie voulons-nous ? (sous la dir.), Paris, La Découverte, 2006, coll. "Sur Le Vif"  (ISBN 978-2707148001).
- Anthropologie du don : Le tiers paradigme, Paris, La Découverte, 2007,  (ISBN 978-2707152480).
- Histoire raisonnée de la philosophie morale et politique, avec Michel Senellart, Christian Lazzeri, Collectif, Paris, Flammarion, 2007, coll. "Champs".

1. De l’Antiquité aux Lumières  (ISBN 978-2081208810)
2. Des Lumières à nos jours  (ISBN 978-2081208919)

- La Quête de reconnaissance - nouveau phénomène social (sous la dir.), Paris, La Découverte, coll. "Textes à l'appui"/Bibliothèque du M.A.U.S.S., 2007  (ISBN 978-2707153326).
- Individualisme ou parcellitarisme ? Quelques incertitudes., Revue du MAUSS permanente, 28 février 2008.
- Identités de l’individu contemporain (dir.), Paris, Textuel / La Discorde, 2008  (ISBN 978-2845972636)
- Théorie anti-utilitariste de l'action : Fragments d'une sociologie générale, Paris, La Découverte, 2009,  (ISBN 9782707157485).
- De gauche ?, avec Roger Sue, Paris, Fayard, 2009,  (ISBN 9782213637891).
- De la convivialité. Dialogues sur la société conviviale à venir, ouvrage collectif (Alain Caillé, Marc Humbert, Serge Latouche, Patrick Viveret), Paris, éditions La Découverte, janvier 2011  (ISBN 978-2-7071-6714-9)
- Pour un manifeste du convivialisme, Lormont, Le Bord de l'Eau, 2011.
- L’Idée même de richesse, Paris, La Découverte, 2012  (ISBN 978-2707171344).
- Sortir du capitalisme. Le Scénario Gorz par Alain Caillé et Christophe Fourel (dir.), Lormont, Le Bord de l'eau, 2013, 212 p.  (ISBN 978-2356872630).
- La Révolution du don. Le management repensé à la lumière de l’anthropologie, avec Jean-Edouard Grésy, Paris, Le Seuil, 2014.
- Anti-utilitarisme et paradigme du don, Lormont, Le Bord de L'Eau, 2014.
- La Sociologie malgré tout. Autres fragments d'une sociologie générale, Nanterre, Presses Universitaires de Paris-Ouest-Nanterre, 2014.
- Le Convivialisme en dix questions, avec F. Fistetti et F. Vanderberghe, Lormont, Le Bord de L'Eau, 2016.
- Éléments d'une politique convivialiste, avec 64 auteurs, Lormont, Le Bord de L'Eau, 2016.
- Pour une nouvelle sociologie classique, avec F. Vanderberghe, Lormont, Le Bord de L'Eau, 2016.
- Redignez-vous ! Journal de l'après-13 novembre, Lormont, Le Bord de L'Eau, 2016.
- Œil pour Œil Don pour don, La psychologie revisitée, avec Jean-Edouard Grésy. Paris, Desclée de Brouwer, 2018, 224 p.
- Extensions du domaine du don. Demander-donner-recevoir-rendre, Arles, Actes Sud, 2019, 334 pages (ISBN 978-2-330-12090-0)
- Second manifeste convivialiste. Pour un monde post-néolibéral par Internationale Convivialiste, Arles, Actes Sud, 144 p. février 2020,  (ISBN 978-2-330-13092-3)
- Extrême droite et autoritarisme partout, pourquoi? la démocratie au risque de ses contradictions, Le Bord de l'eau, Collection "Documents", 2023, 120 p.  (ISBN 978-2-35687-936-3)

### Contributions à des ouvrages collectifs
- « Pour une science sociale générale », dans Laurent Testot et Laurent Aillet (direction), Collapsus : Changer ou disparaître ? Le vrai bilan sur notre planète, Éditions Albin Michel, 2020, 352 p. (ISBN 978-2-22644-897-2).

### Vidéos
- « Interview Alain CAILLE, Professeur de Sociologie Univ.ParisX », 2007
- « Alain Caillé - 1 : Sur le don et le M.A.U.S.S. (revue-sociologique.org) », 2011